# 林仓·土登龙多·朗杰赤列
林仓·土登龙多·朗杰赤列（藏語：ཐུབ་བསྟན་ལུང་རྟོགས་རྣམ་རྒྱལ་ཕྲིན་ལས་，威利转写：thub-bstan lung-rtogs rnam-rgyal phrin-las，1903年—1983年），男，藏族，堆龙德庆人，第六世林仓活佛。第九十七任甘丹赤巴。

## 生平

### 早年修行
1903年出生于拉萨以北的扎叶巴寺附近，此地有胜乐金刚和金刚亥母的圣地。据说，他的前世是十三世达赖的上师。7岁时，经十三世达赖确认他为第五世林仓活佛的转世灵童，乃琼护法和噶东护法的神谕也证实了他的确认。10岁时，他开始学经，学习五部大论。一年之后，十三世达赖为其授沙弥戒。12岁时，十三世达赖为其传授《菩提道次第广论教义，他还向帕邦喀仁波切学习大威德金刚和金刚亥母入门法。1922年，十三世达赖为其授比丘戒。20岁时，他参加格西考试。1926年22岁时，获得藏传佛教的拉然巴格西学位。
随后，他到上密院深造。23岁时，他在密续考试中获第一名。一年后，他在上密院担任格贵（戒律师）四个月。28岁时，到藏南开示并参观一些圣地。1933年十三世达赖圆寂时，他负责保存其遗体，并且在两年后为其在布达拉宫中的灵塔主持开光仪式。

### 达赖经师
1936年34岁时，被担任摄政的五世热振活佛委任为上密院院长。在此之前，他在上密院担任格贵（戒律师）。不久，他被任命为十四世达赖的侍读。
一年后的1940年，十四世达赖坐床，他被任命为十四世达赖的副经师。1949年，又被任命为夏巴曲杰（Sharpa Choeje），这是格鲁派内第二高等的法座，仅次于甘丹赤巴。不久，他升任十四世达赖的经师。1954年，他在拉萨大昭寺的释迦牟尼像前，为十四世达赖授比丘戒。
1954年，他陪同十四世达赖到中国内地参访，十四世达赖和十世班禅共同参加了在北京举行的第一届全国人民代表大会第一次会议。此后，他访问了青海的塔尔寺。
1956年10月11日，中国佛教协会西藏分会成立，会议在十四世达赖和十世班禅的亲自关怀下开幕，噶丹赤巴·土登贡噶（格鲁派）当选为第一届会长，副会长有林仓·土登龙多（格鲁派）、恩久·洛桑群培（格鲁派）、功德林·济隆·罗桑土邓晋美坚参（格鲁派）、噶玛巴·日贝多吉（噶举派）、贡嘎扎西（萨迦派）、多吉扎·江白洛桑（宁玛派）、江措林·土登格桑（格鲁派）、密悟法师（汉族，格鲁派）共8人。
1956年，他陪达赖到印度的菩提迦耶参加佛祖释迦牟尼涅槃两千五百年纪念活动。回到西藏以后，他开展了密续的教学工作。

### 甘丹赤巴
1959年藏区骚乱，他和赤江·罗桑意西（十四世达赖的副经师）陪同达赖前往印度。次年，在第九十六任甘丹赤巴圆寂后，他被任命为第九十七任甘丹赤巴。他在菩提迦耶的甘丹佩杰林寺坐床成为甘丹赤巴，并出任该寺住持。1968年，他和赤江·罗桑意西应邀到瑞士，为瑞士苏黎世瑞康的一座寺院绰贺刚寺（Choekhorgon Monastery）主持开光。在欧洲期间，他和赤江应邀访问了多个国家，为藏族人及其他各界人士进行多次开示并主持法会，以致迟至1969年才返回印度。
1969年，他回到印度的菩提迦耶后，在德瓦仁波切（Deva Rinpoche）的要求下，他开始了一门为期六周的密集课程，在甘丹佩杰林寺大讲堂教授宗喀巴的《菩提道次第广论》，共有七百位弟子听讲。
在担任甘丹赤巴期间，他每年在菩提迦耶及其他寺院主持一年一度的祈愿法会。1972年，他在印度的甘丹寺、色拉寺、哲蚌寺讲学。他还再度访问欧洲。1980年夏秋之交，他访问北美洲一个月，四处讲学。
1983年9月，81岁的林仓活佛严重中风。同年12月25日圆寂。
他的转世灵童在18个月大时被发现，2岁时被十四世达赖确认为其转世灵童，1987年举行坐床典礼，正式继任为林仓活佛。